# 李·斯拉特里
李·斯拉特里（Lee Slattery，1978年8月3日—）是英格蘭的一位高爾夫球員，參加高爾夫歐巡賽的賽事。他出生在蘭開夏郡紹斯波特，在1998年轉為職業球員。2001年，他獲得PGA歐洲職業巡迴賽的冠軍。

## 外部連結
- 李·斯拉特里在歐洲巡迴賽官方網站
- Template:SunshineTour player
- 李·斯拉特里在男子高爾夫世界排名的官方網站